# Rów Huciański

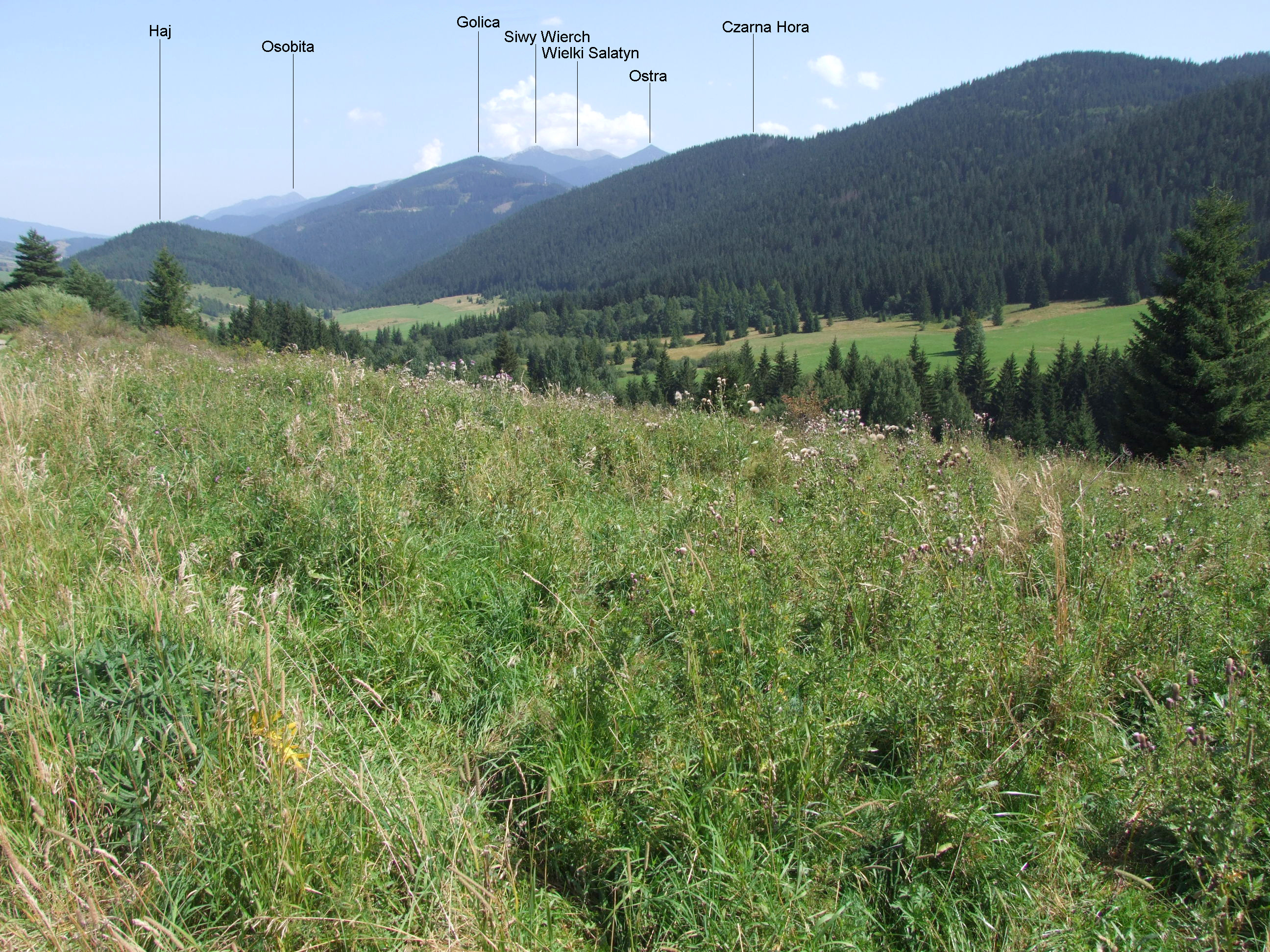
Górna część Rowu Huciańskiego (Dolina Borowianki)

Rów Huciański – ciąg dwu dolin tworzących zachodnią część Rowu Podtatrzańskiego. Rozpoczyna się na Svoradzie na północnych stokach Prosiecznego i ciągnie po Huciańską Przełęcz. Kolejno należą do niego:
- Dolina Borowianki wraz z miejscowością Wielkie Borowe
- Dolina Huciańska wraz z Kotliną Huciańską i miejscowością Huty

Rów Huciański oddziela północno-wschodnią część Gór Choczańskich i zachodnią część Tatr Zachodnich od Pogórza Orawskiego.

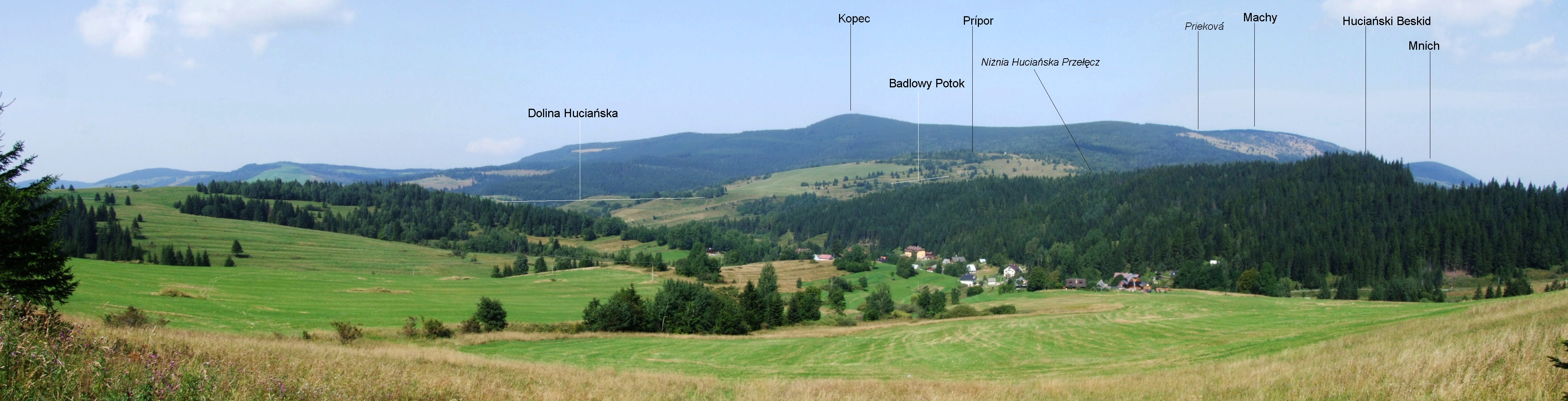
Dolna część Rowu Huciańskiego (Dolina Huciańska)